# Gare de Hône - Bard
Pour les articles homonymes, voir Hône et Bard.
La gare de Hône - Bard (en italien, Stazione di Hône - Bard) est une gare ferroviaire italienne de la ligne de Chivasso à Aoste, située à proximité du centre-ville de Hône, près de Bard, dans la région autonome à statut spécial de la Vallée d'Aoste. Elle dessert notamment le fort de Bard et la vallée de Champorcher.
Mise en service en 1886, c'est une halte voyageurs de Rete ferroviaria italiana (RFI) desservie par des trains régionaux Trenitalia.

## Situation ferroviaire
Établie à environ 340 mètres d'altitude, la gare de Hône - Bard est située au point kilométrique (PK) 54,110 de la ligne de Chivasso à Aoste (voie unique non électrifiée), entre les gares ouvertes de Donnas et de Verrès.
Gare d'évitement, elle dispose d'une deuxième voie pour le croisement des trains.

## Histoire
Construite par l'État, la « station de Hône - Bard » est mise en service le 5 juillet 1886, lors de l'ouverture à l'exploitation du dernier tronçon de Donnas à Aoste.
La gare restera fermée de 2024 à 2026 dans le cadre de l'électrification de la ligne de chemin de fer.

## Service des voyageurs

### Accueil
Halte voyageurs RFI, classée Bronze, c'est une halte ferroviaire de type point d'arrêt non géré (PANG) à accès libre. Le quai numéro 1 est utilisé par les échanges, le quai numéro 2 est utilisé par le transit. 

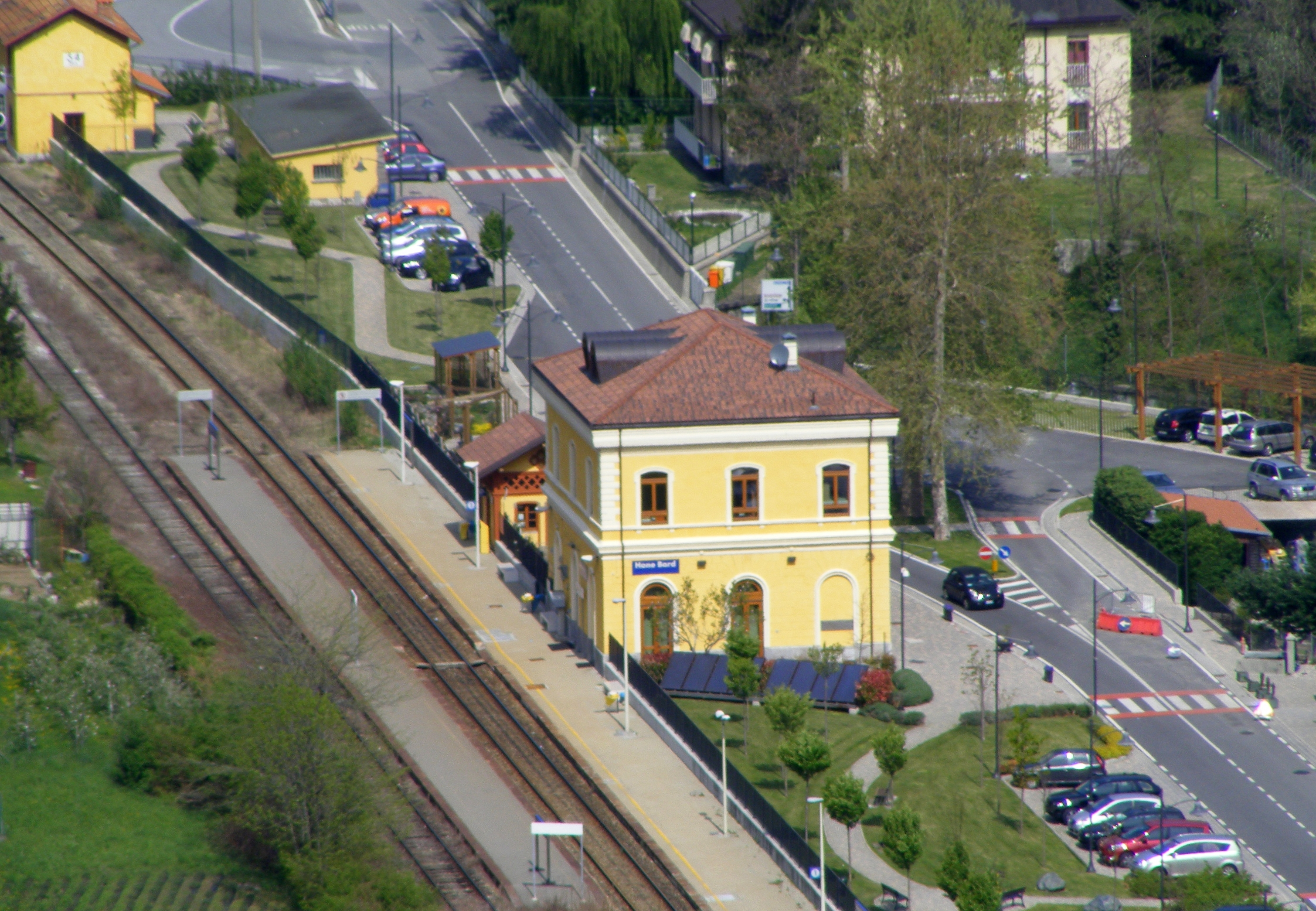
Vue générale de la gare depuis le fort de Bard

### Desserte
Hône - Bard est desservie par des trains régionaux Trenitalia de la relation Ivrée - Aoste.

### Intermodalité
Un parc pour les vélos et un parking pour les véhicules y sont aménagés.

## Patrimoine ferroviaire
Le bâtiment principal d'origine n'est plus utilisé pour le service des voyageurs, l'étage est un domicile privé. L'ancien bâtiment pour les marchandises est désaffecté.